# Naldo
Naldo, właśc. Ronaldo Aparecido Rodrigues (ur. 10 września 1982 w Londrinie) – brazylijski piłkarz, występujący na pozycji obrońcy. W latach 2007–2009 reprezentant Brazylii. Zwycięzca Copa América 2007. Obecnie występuje na stanowisku asystenta w niemieckim FC Schalke 04.
W swojej karierze występował m.in. w takich klubach jak: VfL Wolsburg, Werder Brema, FC Schalke 04 czy AS Monaco. 

## Kariera klubowa
Naldo zaczynał karierę w EC Juventude w sezonie 2004–2005. W Juventude w 36 meczach strzelił 8 goli. W 2005 podpisał kontrakt z Werderem. 9 grudnia 2006 roku podczas meczu z Eintrachtem Frankfurt Naldo zanotował hat-trick, był pierwszym obrońcą w historii, który dokonał takiego wyczynu. 17 lipca 2012 roku Naldo przeniósł się do Wolfsburga, następnie do FC Schalke 04. Od 2019 do zakończenia kariery w 2020 był piłkarzem AS Monaco FC.

## Kariera reprezentacyjna
Mierząc 198 cm wzrostu, został najwyższym zawodnikiem wszech czasów w reprezentacji Brazylii.

## Sukcesy

### Klubowe
- Puchar Ligi Niemieckiej 2006
- Puchar Niemiec 2009, 2015

### Reprezentacyjne
- Mistrzostwo Copa América 2007

## Życie prywatne
W grudniu 2014 uzyskał obywatelstwo niemieckie.